# Delphine Rich
Delphine Rich (1961) è un'attrice francese.

## Biografia
Cresciuta nell'ambiente del mondo dello spettacolo fin da bambina essendo figlia degli attori Catherine e Claude Rich, Delphine Rich esordisce in ambito cinematografico negli anni ottanta inizialmente in ruoli marginali.
Negli novanta, Delphine Rich si concentra maggiormente sul piccolo schermo, prendendo parte a diverse serie televisive che spesso la vedono protagonista di singoli episodi, ma è intorno alla fine dello stesso decennio che ottiene maggiore risalto assumendo ruoli fissi; tra le serie televisive da ricordare c'è il poliziesco Candice Renoir in cui interpreta Aline Jego, un medico legale che collabora spesso con la protagonista (Cécile Bois) per la risoluzione dei casi difficili.